# Кальная (Ивано-Франковская область)
Ка́льная (укр. Кальна) — село в Витвицкой сельской общине Калушского района Ивано-Франковской области Украины.
Население по переписи 2001 года составляло 1043 человека. Занимает площадь 20,91 км². Почтовый индекс — 77534. Телефонный код — 3477.